# Tylos europaeus
Tylos europaeus är en kräftdjursart som beskrevs av Arcangeli 1938. Tylos europaeus ingår i släktet Tylos och familjen Tylidae. Inga underarter finns listade i Catalogue of Life.